# Malswamzuala
Malswamzuala (sinh ngày 12 tháng 9 năm 1997) là một cầu thủ bóng đá người Ấn Độ thi đấu ở vị trí tiền vệ cho Bengaluru FC ở Indian Super League.

## Sự nghiệp

### Bengaluru FC
Malswamzuala có màn ra mắt cho Bengaluru FC ngày 9 tháng 1 năm 2015 trước Salgaocar. Vào ngày 10 tháng 4 năm 2016, Malsawmzuala ghi bàn trước East Bengal F.C. trong một trận đấu quan trọng ở I-League.

#### Delhi Dynamos (mượn)
Ngày 2 tháng 9 năm 2016, Delhi Dynamos của ISL có được Malsawmzuala theo dạng cho mượn từ Bengaluru FC. Ngày 18 tháng 11 năm 2016, Sawmtea ghi bàn thắng đầu tiên tại ISL trước FC Pune City trong trận đấu ra mắt cho Delhi Dynamos. Sawmtea là cầu thủ ghi bàn trẻ nhất trong lịch sử Indian Super League.

## Sự nghiệp quốc tế
Malswamzuala ra mắt cho U-19 Ấn Độ tại Frenz International U19 Cup tổ chức ở Malaysia. Ngày 4 tháng 1 năm 2015, anh ra mắt cho U-19 Ấn Độ trước Estudiantes khi vào sân từ phút 64 thay cho Robinson Singh trên sân vận động UiTM.

## Thống kê sự nghiệp
Tính đến 29 tháng 4 năm 2017
| Câu lạc bộ          | Mùa giải            | Giải vô địch | Giải vô địch | Cúp Liên đoàn | Cúp Liên đoàn | Cúp Durand | Cúp Durand | AFC     | AFC       | Tổng    | Tổng      |
| Câu lạc bộ          | Mùa giải            | Số trận      | Bàn thắng    | Số trận       | Bàn thắng     | Số trận    | Bàn thắng  | Số trận | Bàn thắng | Số trận | Bàn thắng |
| ------------------- | ------------------- | ------------ | ------------ | ------------- | ------------- | ---------- | ---------- | ------- | --------- | ------- | --------- |
| Bengaluru FC        | 2015–16             | 10           | 1            | 2             | 0             | 0          | 0          | 4       | 0         | 16      | 1         |
| Delhi Dynamos       | 2017                | 4            | 1            | 0             | 0             | 0          | 0          | 0       | 0         | 4       | 1         |
| Bengaluru FC        | 2016–17             | 5            | 0            | 0             | 0             | 0          | 0          | 1       | 0         | 6       | 0         |
| Tổng cộng sự nghiệp | Tổng cộng sự nghiệp | 19           | 2            | 2             | 0             | 0          | 0          | 5       | 0         | 26      | 2         |